# Kevin Levrone

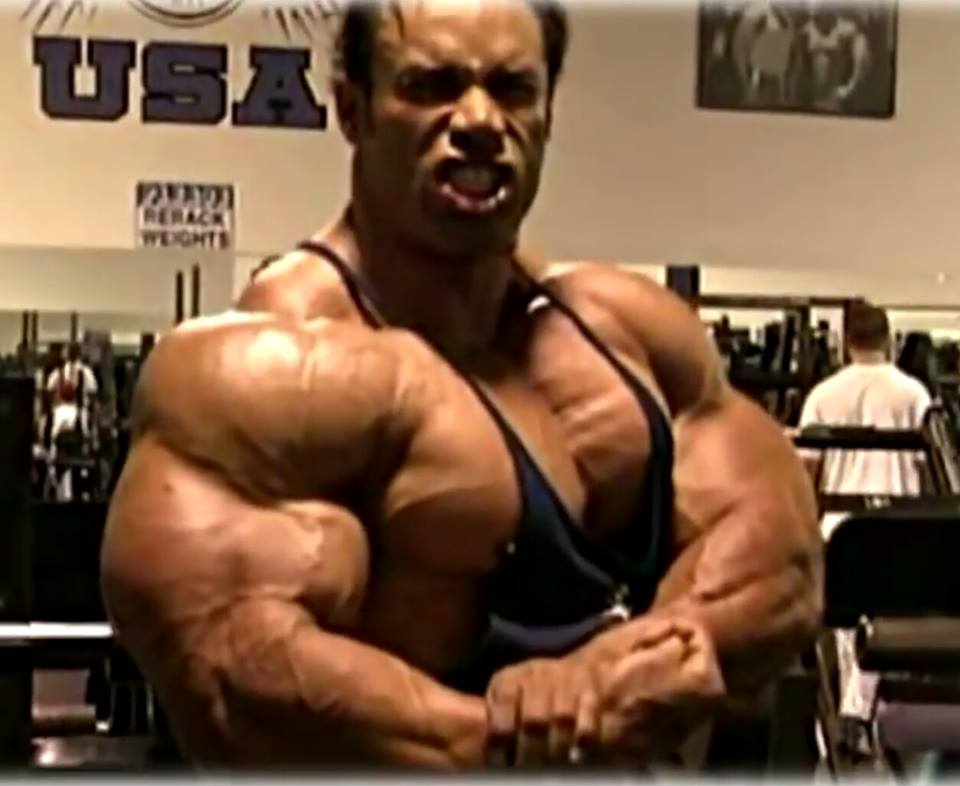
Kevin Levrone im Jahr 2002

Kevin Mark Levrone (* 16. Juli 1964 in Baltimore) ist ein US-amerikanischer Profi-Bodybuilder, Musiker, Schauspieler und Blogger. Er ist Eigentümer des World Gym Fitness Center in Maryland. Sein Spitzname innerhalb der Bodybuilding-Szene lautet „Maryland Muscle Machine“.

## Leben
Kevin Levrone gewann als Profi-Bodybuilder des IFBB-Verbands die meisten Wettkämpfe. Allerdings konnte er in seiner bisherigen Profi-Karriere den Titel des Mr. Olympia nie gewinnen.
Levrone ist heute Schauspieler, aber vor allem Blogger. Hier stellt er sich immer neuen sportlichen Herausforderungen und dokumentiert diese auf der Internetplattform Youtube.
Levrone lebt in Hanover (Maryland).
2016 kehrte Levrone als Bodybuilder in Mr. Olympia zurück.

## Körpermaße
- Größe: 1,80 m
- Aufbauphase Gewicht (Off-Season): 120 kg
- Wettkampf Gewicht: 110 kg
- Oberarmumfang: 60 cm
- Oberschenkelumfang: 82 cm
- Taillenumfang: 82 cm
- Brustumfang: 144 cm

## Wichtigste Wettkampf Platzierungen
- 1991 Junior Nationals – NPC, HeavyWeight, 2.
- 1991 Nationals – NPC, HeavyWeight, 1.
- 1991 Nationals – NPC, Overall-Gewinner
- 1992 Chicago Pro Invitational, 3.
- 1992 Night of Champions, 1.
- 1992 Mr. Olympia, 2.
- 1993 Grand Prix France (2), 5.
- 1993 Grand Prix Germany (2), 1.
- 1993 Grand Prix Spain, 3.
- 1993 Mr. Olympia, 5.
- 1994 Arnold Classic, 1.
- 1994 Grand Prix England, 2.
- 1994 Grand Prix France (2), 1.
- 1994 Grand Prix Germany, 2.
- 1994 Grand Prix Italy, 1.
- 1994 Grand Prix Spain, 2.
- 1994 Mr. Olympia, 3.
- 1994 San Jose Pro Invitational, 1.
- 1995 Grand Prix England, 2.
- 1995 Grand Prix Germany, 1.
- 1995 Grand Prix Russia, 1.
- 1995 Mr. Olympia, 2.
- 1996 Grand Prix Spain, 2.
- 1996 Grand Prix Switzerland, 3.
- 1996 Arnold Classic, 1.
- 1996 Mr. Olympia, 3.
- 1996 San Jose Pro Invitational, 1.
- 1997 Arnold Classic, 2.
- 1997 Grand Prix Czech Republic, 1.
- 1997 Grand Prix England, 1.
- 1997 Grand Prix Finland, 1.
- 1997 Grand Prix Germany, 1.
- 1997 Grand Prix Hungary, 1.
- 1997 Grand Prix Russia, 2.
- 1997 Grand Prix Spain, 1.
- 1997 Mr. Olympia, 4.
- 1998 Grand Prix Finland, 2.
- 1998 Grand Prix Germany, 2.
- 1998 Night of Champions, 2.
- 1998 Mr. Olympia, 4.
- 1998 San Francisco Pro Invitational, 1.
- 1998 Toronto Pro Invitational, 2.
- 1999 Arnold Classic, 2.
- 1999 Grand Prix England, 3.
- 1999 Mr. Olympia, 4.
- 1999 World Pro Championships, 3.
- 2000 Arnold Classic, 3.
- 2000 Mr. Olympia, 2.
- 2001 Grand Prix England, 1.
- 2001 Mr. Olympia, 3.
- 2002 Arnold Classic, 5.
- 2002 Grand Prix Australia, 4.
- 2002 Mr. Olympia, 2.
- 2003 Arnold Classic, 5.
- 2003 Mr. Olympia, 6.
- 2003 Show of Strength Pro Championship, 3.
- 2016 Mr. Olympia, 16.